# Chadong jezik
Chadong jezik (ISO 639-3: cdy; isto i Chadonghua, Chadongyu, Cha Dong), jezik porodice kam-tai, kojim govori oko 20 000 ljudi (2007) u Autonomnoj kineskoj regiji Guangxi Zhuang, osobito u distriktu Chadong, gdje se govori u gotovo svim selima.
Jedan je od 12 jezika podskupine kam-sui. Priznat je tek 14. 1. 2008, a otkrio ga je kineski jezikoslovac Jinfang Li.